# Area della ricerca di Montelibretti
L'area della ricerca di Montelibretti è un'area territoriale demaniale concessa al Consiglio Nazionale delle Ricerche dal comune di Montelibretti in provincia di Roma in quella regione storico-geografica nota come Sabina.
Concepita alla fine degli anni settanta secondo una visione strategica che riteneva efficace ed efficiente concentrare gli istituti di ricerca in poli territoriali, è ad oggi la più grande area della ricerca dell'Ente comprendente circa 34000 m2 coperti, su un'area demaniale di circa 70 ettari.
Nell'area, oltre agli edifici che ospitano il personale ricercatore, tecnico e amministrativo, sono presenti una sala conferenze da 100 posti (inaugurata nel 2006), una biblioteca, una foresteria (con 20 camere con servizi), un impianto sportivo (2 campi da tennis con spogliatoi e docce) e un agglomerato mensa, bar, cucina; è inoltre in via di realizzazione un asilo nido per 45 bambini.
Ospita circa settecento unità di personale tra ricercatori, tecnici e amministrativi, attivi in vari campi tecnico-scientifici, strutturati in 12 istituti di ricerca appartenenti alle aree tematiche: Ambiente, Bio – Agroalimentare, Beni Culturali, Materiali Funzionali, Salute e Benessere.
Il 23 gennaio 2015 presso l'Area di Montelibretti è stato sottoscritto un accordo quadro tra Consiglio Nazionale delle Ricerche e Regione Lazio per cooperare nel campo della ricerca, dell'innovazione e del trasferimento tecnologico; erano presenti il presidente del CNR Luigi Nicolais e il presidente della Regione Lazio Nicola Zingaretti.

## Istituti
Nell'area sono presenti i seguenti Istituti del Consiglio Nazionale delle Ricerche:
- IBBA 	 - Istituto di biologia e biotecnologia agraria
- IBCN 	 - Istituto di biologia cellulare e neurobiologia
- IC 	 - Istituto di cristallografia
- IGAG 	 - Istituto di geologia ambientale e geoingegneria
- IIA 	 - Istituto sull'inquinamento atmosferico
- IRET 	 - Istituto di ricerca sugli ecosistemi terrestri
- IRSA 	 - Istituto di ricerca sulle acque
- ISB 	 - Istituto per i sistemi biologici (già Istituto di metodologie chimiche)
- ISM 	 - Istituto di struttura della materia
- ISMN 	 - Istituto per lo studio dei materiali nanostrutturati
- ISP    - Istituto di scienze polari
- ISPC 	 - Istituto per le scienze del patrimonio culturale

## Museo
Nel 2002 nei locali dell'Istituto di cristallografia è stato inaugurato il Museo della strumentazione e informazione cristallografica, che raccoglie gli strumenti storici attraverso i quali dagli inizi del XX secolo sono state svolte le attività di ricerca nel settore cristallografico.